# Mysticephala bifovea
Mysticephala bifovea is een keversoort uit de familie klopkevers (Anobiidae). De wetenschappelijke naam van de soort is voor het eerst geldig gepubliceerd in 1970 door Ford.